# Protestantische Kirche (Mannweiler-Cölln)
Die Protestantische Kirche steht an der Durchgangsstraße B 48 in der kleinen Gemeinde Mannweiler-Cölln im Nordpfälzer Bergland. Mannweiler-Cölln gehört heute zum Pfarramt Finkenbach im Kirchenbezirk bzw. Dekanat Obermoschel der Evangelischen Kirche der Pfalz. In der Kirche wird in der Regel alle 14 Tage ein Gottesdienst gefeiert.

## Geschichte
Die Protestantische Kirche in Mannweiler-Cölln wurde in ihrer heutigen Gestalt nach Plänen des Bezirksbauschaffners Steinbauer aus Alsenz 1860/61 erbaut. Sie ist Nachfolgerin mehrerer Kirchen der Wüstung Menzweiler, wo 1366 erstmals eine Kirche erwähnt wurde. Der Ort Menzweiler verödete 1627, doch die letzte Kirche bestand bis ins 19. Jahrhundert oberhalb des heutigen Friedhofes, bis sie aufgrund von Hangbewegungen aufgeben wurde. Der Name Menzweiler wurde bis weit ins 20. Jh. noch für die Kirchengemeinde Mannweiler-Cöllns genutzt.

## Architektur und Ausstattung

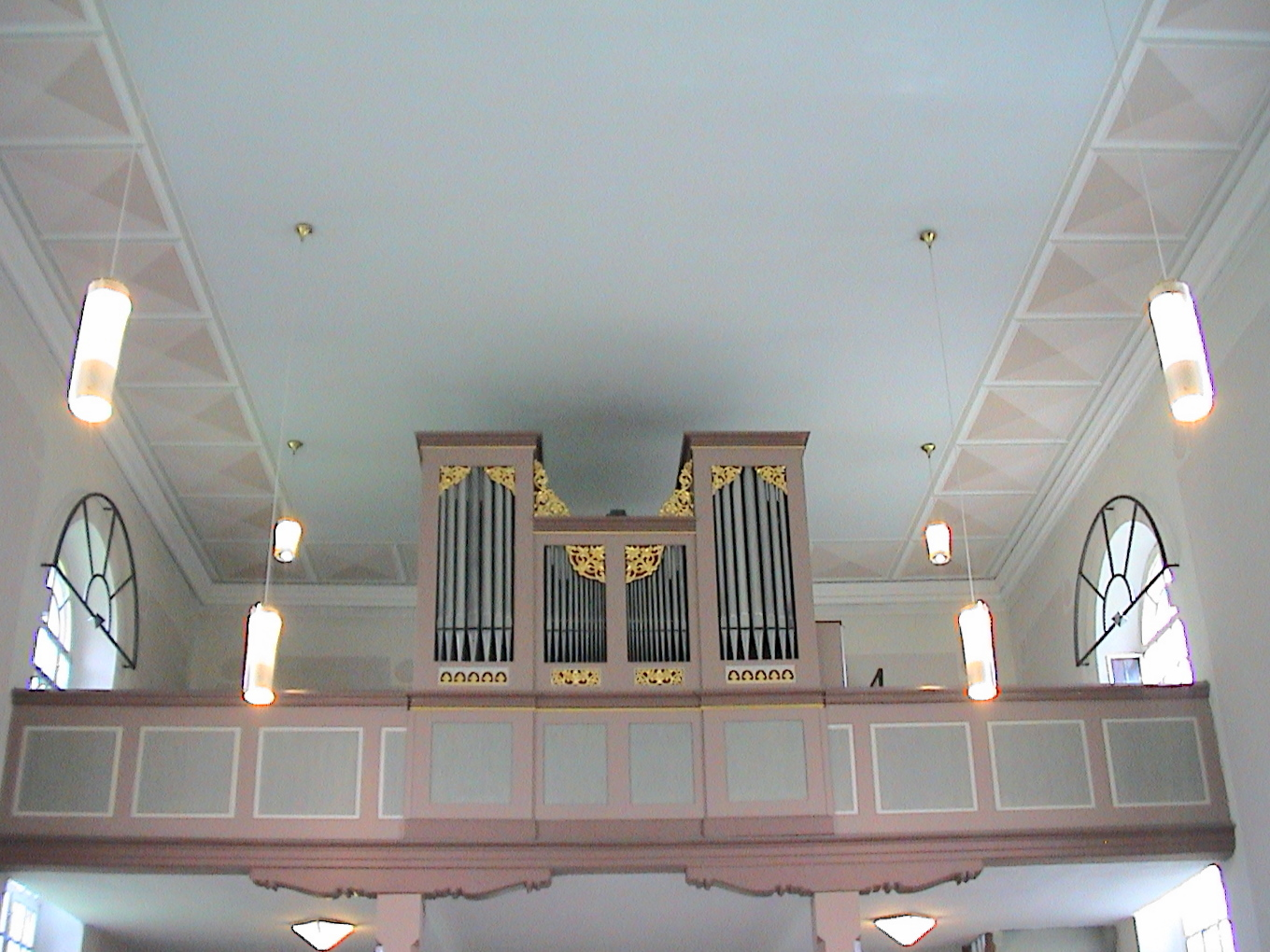
Innenraumansicht – Empore, Orgel, Deckengestaltung

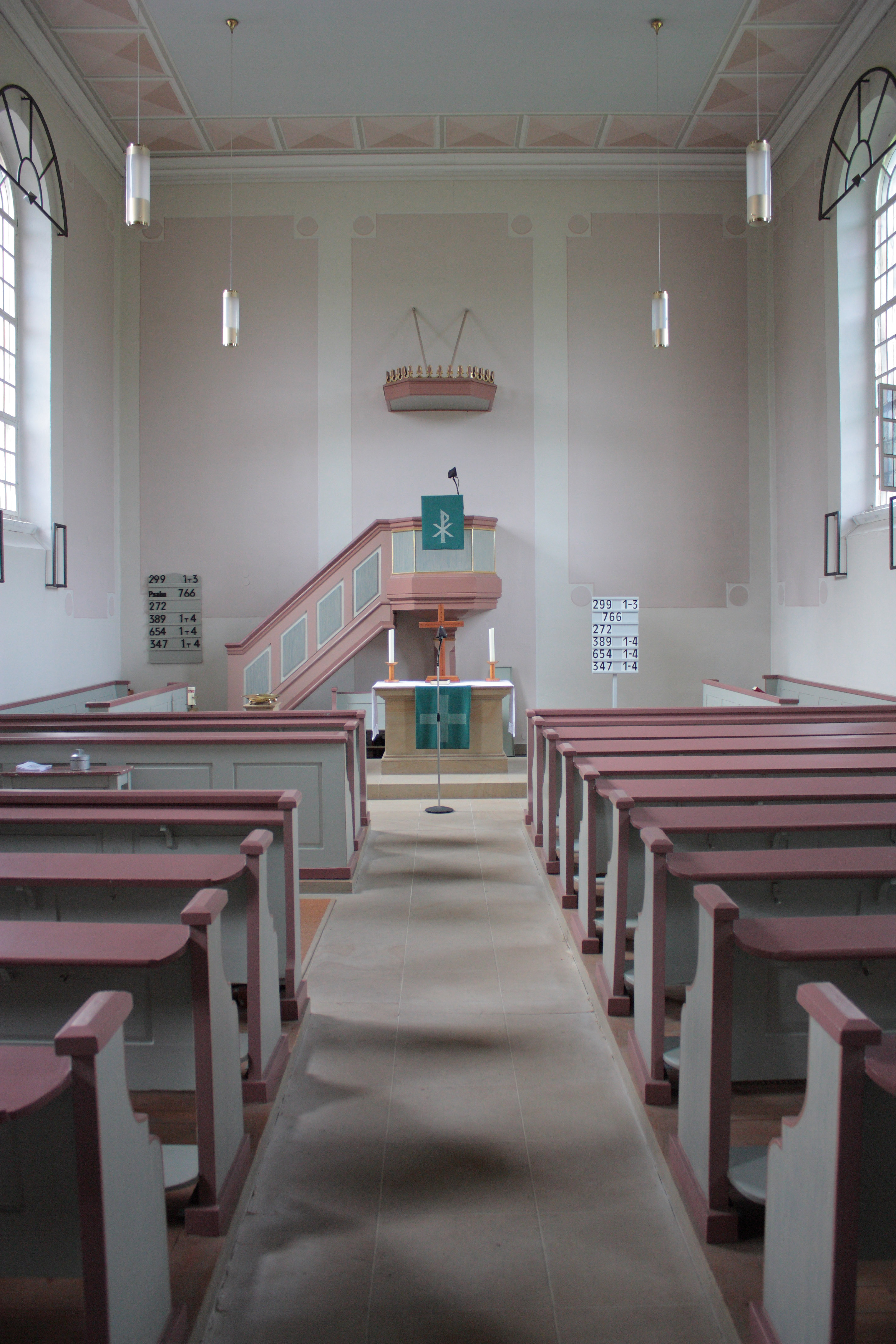
Kirchenschiff, Innenraum mit Blick auf Altar

### Baugestalt
Heute steht die einschiffige Saalkirche an der Bundesstraße 48, zwischen den Ortsteilen Mannweiler und Cölln, und folgt dem Alsenztal in Nord-Süd-Richtung.
Auf die für Kirchen sonst typische Ost-West-Ausrichtung musste aufgrund der örtlichen geografischen Gegebenheiten verzichtet werden. An das Langhaus folgt im Norden der Kirchturm mit Sakristei und Glockengeläut.

### Malereien und Ausstattung
Bei der letzten umfassenden Inneninstandsetzung wurde die Kirche neu gestaltet. Der Kircheninnenraum erscheint mit seinen Architektur- und Ausstattungselementein in neuem Farbkonzept. Die Kirche erhielt einen neuen Boden mit Natursteinplatten und einen nach individuellen Entwürfen gefertigten Blockaltar in Sandstein und ein Taufbecken mit Rundstele und vergoldeter Schale. Bei der Wandgestaltung wurde auf das häufig anzutreffende farbige Absetzen der Fensterleibungen mittels Faschen verzichtet. Aufgesetzte Elemente aus Stahlprofilen in Rundrohr, welche die Fenstergliederung stilisiert aufnehmen, strukturieren stattdessen die Kircheninnenwände dezent in der Fläche und auch räumlich durch Licht- und Schattenwurf.
An der Nordwand über der Empore wurde eine Spolie aus der ersten nachmittelalterlichen Kirche Menzweilers verbaut. Sie trägt die Inschrift: ANNO 1582 HABEN/GEMEINE HERSCHAFT STOLTZ/ENBERG DIESE KIRCH LAS/SEN BAVVEN MENTZWEILER/IM APRIL.
Die Orgel mit rankenverziertem Prospekt wurde 1869 von Carl Wagner jun., Kaiserslautern, angefertigt.
In der Kirche befindet sich auch ein Kriegerdenkmal.

## Chronik
| Dat./Epoche | Ereignis/Baumaßnahme | Anmerkungen/Baubeschreibung/Ausführung | Bauherr/Baumeister/Architekt |
| ----------- | -------------------- | --- | --- |
| 1366        | Kirche               | erstmalige Erwähnung der Kirche | |
|             |                      | mehrere Kirchen der Wüstung Menzweiler | |
| 1860/61     | Heutige Kirche       | Errichtung am jetzigen Standort | Pläne n. Bezirksbauschaffner Steinbauer, Alsenz                                                                                                |
| 1869        | Orgel                | | Carl Wagner jun., Kaiserslautern |
| um 1992     | Inneninstandsetzung  | Umfassende Instandsetzung des Holzwerks (Gestühl, Empore), Restaurator Müller, R. u. Seibel, Ch., Alzey, Sanierputz, Elektrik, Natursteinarbeiten, Farbgestaltungs- und Beleuchtungskonzept | Bauherr: Prot. Kirchengemeinde Hochstätten, Landeskirchenrat Speyer – Bauabteilung, Projektleitung: arcotop – plan.buero hp.mohr, Rockenhausen |
| um 1993     | Wiedereinweihung     | | |